# Fight Night (serie)
Fight Night è una serie di videogiochi prodotta da EA Sports.

## SerieFight Night

### Foes of Ali
- Copertina: Muhammad Ali
- Descrizione: Foes of Ali è il primo videogioco della serie ed è uscito nel 1995.

### Knockout Kings
Knockout Kings è una serie di videogiochi prodotta da EA Sports. Dal 2003 in poi è stata sostituita dai titoli Fight Night 2004 a seguire.

### Fight Night 2004
- Copertina: Roy Jones Jr.
- Piattaforme: PS2, Xbox
- Descrizione: Fight Night 2004 ha sostituito la vecchia serie di EA, Knockout Kings. Questo titolo include novità assolute: una modalità carriera, nella quale si possono prendere i panni dei propri pugili preferiti, una grafica migliorata e il Total Punch Control, un nuovo sistema di combattimento nella quale è possibile controllare i movimenti e i pugni del pugile con i tasti analogici.

### Fight Night Round 2
- Copertina: Bernard Hopkins
- Piattaforme: PS2, Xbox, Nintendo GameCube
- Descrizione: Questo titolo include molte novità. Una è l'EA SPORTS Haymaker, che consente di sferrare pugni più forti e potenti del normale.

### Fight Night Round 3
- Copertina: Arturo "Thunder" Gatti
- Piattaforme: PS3, PS2, PSP, Xbox 360, Xbox
- Descrizione: Grafica e giocabilità migliorate.

### Fight Night Round 4
- Copertina: Muhammad Ali, Mike Tyson
- Piattaforme: PS3, Xbox 360
- Descrizione: Questo nuovo titolo, uscito nel 2009, offre una grafica ancora più realistica. Una delle nuove modalità incluse nel videogioco è la Legacy Mode.[1]

Questa nuova modalità permette di creare un pugile da zero oppure di selezionare un pugile reale. All'inizio si gareggerà in un torneo da dilettanti, dopo il quale si entrerà tra i professionisti. La modalità Legacy è strutturata molto realisticamente: dopo ogni combattimento il nostro pugile passerà un periodo indeterminato di convalescenza e per ottenere le simpatie del pubblico bisognerà combattere nel modo più pulito possibile.
Se il pubblico è dalla tua parte il tuo atleta sarà più determinato a vincere rispetto all'avversario. In Fight Night Round 4 è possibile utilizzare 48 pugili, incluso Mike Tyson, non presente nel capitolo precedente.

### Fight Night Champion
- Copertina: David Haye
- Piattaforme: PS3, Xbox 360
- Descrizione: Grafica ancora più realistica. Esclusiva modalità Champion Mode, ispirata ai film di Hollywood, modalità Legacy migliorata.